# Карнобатски проход

Карнобатски проход е планински проход (седловина) между Карнобатска планина на изток и Стидовска планина на запад (части от Източна Стара планина), в Община Сунгурларе, област Бургас.
Дължината на прохода е 12,2 km, надморска височина на седловината – 316 m.
Проходът свързва долината на река Луда Камчия на север с Карнобатската котловина (Сунгурларското поле) на юг. Проходът започва на около 2 km югозападно от село Прилеп на 274 m н.в. и по долината на Патомишка река (десен приток на Луда Камчия) се изкачва на седловината. След това завива на юг, слиза от седловината и северно от село Лозарево завършва на 218 m н.в.
През седловината преминава участък от 12,2 км от второкласния Републикански път II-73 (от km 60 до km 72,2), Шумен – Смядово – Карнобат. Проходът се поддържа целогодишно за движение на МПС. Успоредно на шосето между спирка Петър Берон и спирка Климаш преминава и участък от жп линията Синдел – Комунари – Карнобат.

## Други
На Карнобатския проход е наречена улица в квартал „Драгалевци“ в София (Карта).

## Топографска карта
- Лист от карта K-35-42. Мащаб: 1 : 100 000.